# Zee Cine Award/Beste Stuntregie
Der Zee Cine Award Best Action ist eine Kategorie des indischen Filmpreises Zee Cine Award.
Der Zee Cine Award Best Action wird von der Jury gewählt. Der Gewinner wird in der Verleihung bekanntgegeben. Die Verleihung findet jedes Jahr im März statt.
Allan Amin ist viermaliger Gewinner dieser Preiskategorie.
Im Jahr 2012 wurde anstelle der Ehrung des besten Stuntregisseurs ein Ehrenpreis für den besten Actionfilm verliehen, diese Auszeichnung erhielt RA.One – Superheld mit Herz (Ra.One).
Liste der Gewinner:
| Jahr | Stuntregisseur                 | Film                       | Deutscher Titel                             |
| ---- | ------------------------------ | -------------------------- | ------------------------------------------- |
| 1998 |                                |                            |                                             |
| 1999 |                                |                            |                                             |
| 2000 | Tinu Verma                     | Arjun Pandit               | —                                           |
| 2001 |                                |                            |                                             |
| 2002 |                                |                            |                                             |
| 2003 | Allan Amin                     | The Legend of Bhagat Singh | —                                           |
| 2004 | Allan Amin                     | Qayamat: City under Threat | —                                           |
| 2005 | Allan Amin                     | Dhoom                      | Dhoom – Die Jagd beginnt                    |
| 2006 | Allan Amin und Terence Leigh   | Dus                        | —                                           |
| 2007 | Tony Ching Siu Tung            | Krrish                     | Krrish, der Sternenheld                     |
| 2008 | Parvez Khan                    | Johnny Gaddaar             | —                                           |
| 2009 | kein Preis                     |                            |                                             |
| 2010 | kein Preis                     |                            |                                             |
| 2011 | Vijayan Master                 | Dabangg                    | —                                           |
| 2012 |                                |                            |                                             |
| 2013 | A. Arasukumar                  | Rowdy Rathore              | —                                           |
| 2014 | Sham Kaushal, Conrad Palmisano | Dhoom 3                    | —                                           |
| 2015 |                                |                            |                                             |
| 2016 | —                              | Bajirao Mastani            | Bajirao & Mastani – Eine unsterbliche Liebe |